# تاريخ تطوير البيئة الافتراضية

## الخط الزمني
تاريخ تطوير البيئة الافتراضية ملحوظة: هذا الخط الزمني ينقصه بعض البيانات المهمة للأنظمة التاريخية، والتي تتضمن: أطلس سي، سلسلة جي إي 600، بوروز بي 5000
- 1964
  - مركز كامبردج العلمي في شركة آي بي إم بدء العمل علي تطوير آي بي أم سي بي - 40.
- 1965
  - آي بي أم إم 44/44إكس، نظام تجريبي مع نظام الترحيل، في الاستخدام في مركز أبحاث توماس جون واتسون.
- آي بي أم تُعلن عن نظام آي بي أم/360 موديل 67، معالج مركزي بمعمارية 32 بت مع ذاكرة افتراضية في عتاد الحاسب (أغسطس 1965).
- 1966
  - آي بي أم تشحن كمبيوتر نظام آي بي أم/360 موديل 67 في يونيو 1966.
- آي بي أم تبدأ العمل علي سي بي - 67، إعادة تطوير لسي بي - 40 من أجل نظام آي بي أم/360 موديل 67.
- 1967
- سي بي - 40 (في يناير) وسي بي - 67 (أبريل) تبدأ في الإنتاج باستخدام المشاركة الزمنية.
- 1968
  - سي بي/سي إم إس (CP/CMS) مثبت في ثمانية مواقع عملاء مبدئية.
  - تم إرسال سي بي/ سي إم إس إلى مكتبة آي بي إم النوع الثالث (IBM Type-III Library) من قبل مختبر لينكولن التابع لمعهد ماساتشوستس للتكنولوجيا، مما يجعل النظام متاحًا لجميع عملاء آي بي إم إس/360 بدون تكلفة في شكل شفرة المصدر.
  - تبدأ إعادة بيع سي بي/سي إم إس في بائع المشاركة الزمنية سي إس إس ناشونال (National CSS) (تصبح نسخة متميزة، يتم تسميتها في نهاية الأمر في بي/سي إس إس (VP/CSS)).

إصدار كي في إم (kvm) مفتوح المصدر والذي تم دمجه مع نواة لينكس ويوفر محاكاة افتراضية لنظام لينكس فقط، يحتاج إلى دعم الأجهزة.